# Lophognathus temporalis
Lophognathus temporalis är en ödleart som beskrevs av  Günther 1867. Lophognathus temporalis ingår i släktet Lophognathus och familjen agamer. Inga underarter finns listade i Catalogue of Life.